# 貝達省 (1983年前)

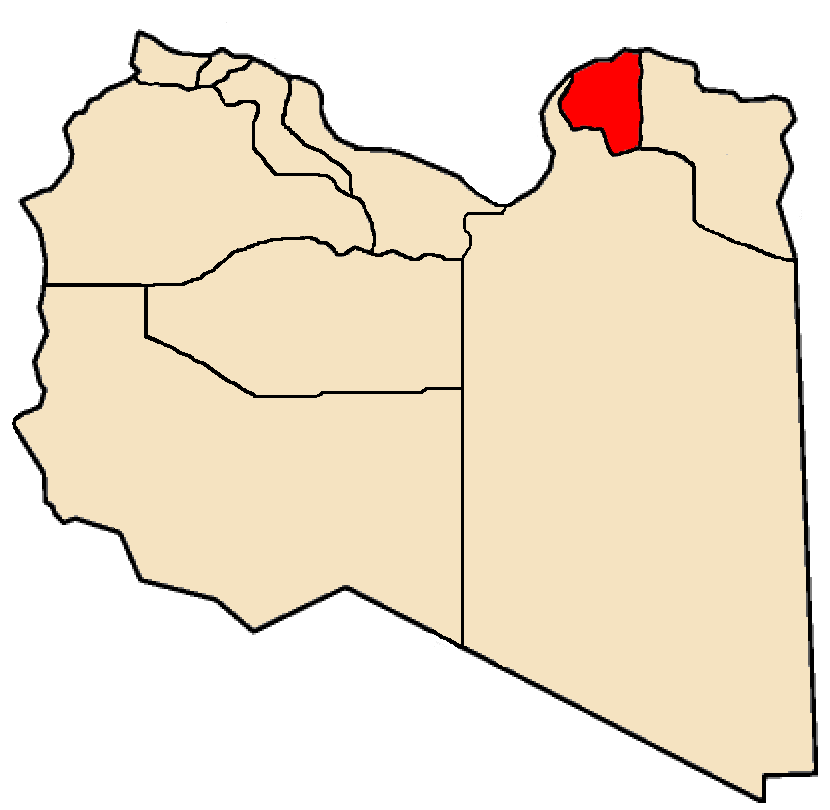
貝達省（1963年－1983年）在利比亞的位置

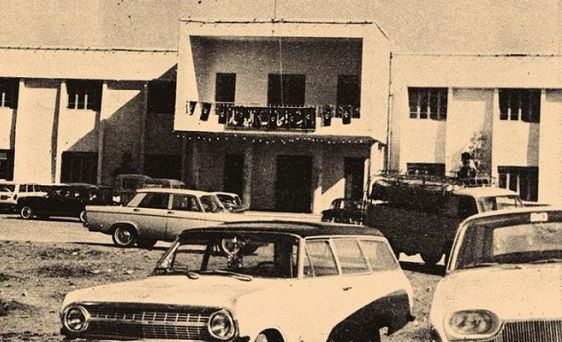
1966年的貝達省

貝達省（英語：Bayda Governorate，阿拉伯语：‎）是1963年至1969年期間的利比亞省份之一，首府為贝达。其他省內重要市鎮包括迈尔季、阿谷巴、舍哈特和阿波羅尼亞。
1971年5月23日，貝達省被重新命名為綠山省，邊界維持不變。
1963年數據顯示貝達省人口為131,940。
貝達省東臨德爾納省，西臨班加西省。